# Monalocorisca
Monalocorisca is een geslacht van wantsen uit de familie van de Miridae (Blindwantsen). Het geslacht werd voor het eerst wetenschappelijk beschreven door William Lucas Distant in 1884.

## Soorten
Het genus bevat de volgende soorten:

- Monalocorisca bocaina Carvalho, 1989
- Monalocorisca chrysodasia Reuter, 1905
- Monalocorisca colorata Distant, 1893
- Monalocorisca conspurcata Reuter, 1913
- Monalocorisca corcovadensis (Carvalho, 1986)
- Monalocorisca granulata Distant, 1884
- Monalocorisca lineata Distant, 1893
- Monalocorisca maculata (Johnston, 1939)
- Monalocorisca nebulosa Reuter, 1905
- Monalocorisca nordestina Carvalho, 1989
- Monalocorisca ravida Distant, 1884
- Monalocorisca rostrata (Johnston, 1939)
- Monalocorisca tuberculata Distant, 1893
- Monalocorisca tucumana Carvalho, 1989